# Пунакарі
Пунакарі ( там. பூநகரி; синг. පූනෙරිය ), також відомий як Пунерін - село в північній провінції Шрі-Ланки, розташованому трохи нижче півострова Яффна. 
В районі Поонакарі був побудований форт північної частини острова, спочатку португальцями, щоб захистити свої володіння в Джаффі. Пізніше його взяли і розширили голландці, і в 1770 році було описано, що він був квадратної форми з двома бастіонами в протилежних кутах; вал з кожного боку був близько 30 метрів, мав гарнізон до кінця 18 століття. Британці побудували тут будинок відпочинку в 1805 році. 
Під час громадянської війни, він був окупований армією Шрі-Ланки з 1983 року, поки військові Шрі-Ланки не вийшли з району Поонакари в 1991 році. Форт був відбитий у 2009 році. Руїни форту залишаються, хоча й у поганому стані.  